# Shannon Noll
Shannon Noll (16 de setembre de 1975) és un cantant australià. Es va donar a conèixer com a subcampió de la primera sèrie d'Australian Idol (2003), que el va portar a ser contractat per Sony BMG. Des de llavors, ha publicat cinc àlbums top 10.
That's What I'm Talking About el 2004 i el 2005 van ser venuts núm. 1 multi-platí, i el seu tercer àlbum «Turn It Up» publicat el 2007 va aconseguir el número 3 i va ser certificat de disc de platí.
Els dos àlbums següents no obtenir la certificació. No Turning Back: The Story So Far inclou alguns dels seus èxits anteriors i cinc noves cançons fou publicat el 2008, aconseguint el lloc número 7, i A Million Suns publicada l'octubre de 2011 va arribar al número 8
primer Noll 10 singles entre febrer de 2004 i setembre de 2007 va arribar el seu punt màxim en l'interior de tot l'Ària Top 10.
És l'únic artista australià masculí en la història gràfica d'Austràlia per tenir deu consecutius top 10 singles. Set dels seus singles van arribar al top 5, incloent tres número 1 de. Ha publicat set singles més des de 2007, amb dos d'arribar al top 50, el traçat més alt aconseguint el número 26. John Farnham, Jimmy Barnes i Guy Sebastian, han aconseguit més top 10 singles de Noll, però no eren consecutius.
Noll té 17 de platí i tres d'or acreditacions segons els registres de l'Australian Recording Industry Association, i el seu àlbum combinat i les vendes individuals han arribat a més d'1,3 milions de dòlars. Aquest és el segon més alt d'acreditació i el nivell de vendes d'un competidor Australian Idol, i el més alt per a un guanyador no.
Noll va rebre nominacions per al major venedor d'Ària pel seu àlbum debut i single el 2004, i per al single "Shine" en de 2006. El seu segon àlbum Lift va ser nominat a «Best Pop release in that year». Ha guanyat premis MTV al millor artista masculí tres anys consecutius entre 2005 i 2007.
Noll també va tenir èxit en les llistes en dos països el 2004. El seu single debut, «What About Me» va aconseguir el número 2 a Irlanda i núm. 10 a Nova Zelanda. El seu àlbum de debut també va aconseguir el posat núm. 31 al New Zealand gràfics.
Un àlbum dels seus èxits a Austràlia anomenat What Matters the Most fou publicat al Regne Unit i Irlanda el juny del 2009, coincidint amb la seva gira per allà amb la posada en escena de Jeff Wayne's Musical Version of The War of the Worlds. El 5 de gener de 2010, el diari anglès Daily Telegraph va informar que Noll ja estava associat amb Sony, i que estava buscant un nou segell.
Noll ha signat amb Universal Music. La seva cançó «Shine» va ser utilitzada per tancar el discurs final d'Ed Miliband en la conferència del Partit laborista del 2012 al Regne Unit.

## Discografia
La discografia de Shannon Noll consta de quatre àlbums d'estudi, un recull de disset singles i un DVD.
Noll va arribar a la fama en la sèrie 2003 de Australian Idol i va ser segon per darrere de Guy Sebastian. Va ser contractat ràpidament per Sony BMG Austràlia i publicà "What About Me", que va ser el més venut senzill de 2004. El seu àlbum debut That's What I'm Talking About va ser un número u, multi-platí venedor,
 així com el seu seguiment de 2005 Lift. El 2007, Noll publicà el seu tercer àlbum Turn It Up, que va aconseguir el número tres i certificació assolit el platí, i va aconseguir el seu desè consecutiu entre els 10 habitacions individuals, un rècord no assolit per cap altre artista masculí d'Austràlia en història de les llistes australianes. John Farnham i Jimmy Barnes aconsegueix tant més top 10 singles, però eren no consecutius. Des de llavors Noll ha publicat set senzills més amb dos d'arribar al top 50, el traçat més alt aconseguint el número 26. Publicà un àlbum de compilació No Turning Back: The Story So Far, al setembre de 2008, que va aconseguir el lloc número set. Noll va deixar Sony a la darreria de 2009, i va signar amb Universal Music Austràlia el 2010. L'octubre de 2011 publicà el seu quart àlbum d'estudi A Million Suns que va aconseguir el número vuit.